# Manuel Villacampa del Castillo
Manuel Villacampa del Castillo (Betanzos, 17 de febrer de 1827 - Melilla, 12 de febrer de 1889), fou un militar espanyol, d'ideologia progressista i republicana, que va protagonitzar un pronunciament fallit contra la restauració borbònica en 1886.

## Biografia
Malgrat haver nascut a Galícia, la seva família era originària de l'Alt Aragó. Era fill del tinent coronel d'infanteria José Villacampa y Periel i nebot de Pedro Villacampa y Periel, que va portar el cognom Maza de Lizana, (1776-1854) capità general de l'exèrcit i destacat militar liberal, heroi de la Guerra del Francès. Després de la mort del seu pare en 1836, la seva mare, Rosa del Castillo, el va inscriure a l'escola militar. Tenia dos germans, José i Federico. Es va casar amb Matilde Morán.
Va participar en la revolució de 1868, en la que va tenir un paper destacat a la ciutat de Granada. Quant a campanyes militars, va participar en la Segona Guerra Carlina (1846-1849) i en la Tercera Guerra Carlina (1872-1876). Durant la Primera República Espanyola va ser nomenat general (1873) i governador militar de Castelló de la Plana (1874).
En 1877 va ser destituït dels seus càrrecs i empresonat al castell de Bellver. En ser posat en llibertat, va dirigir l'Associació Republicana Militar i va començar a preparar la revolta republicana del 19 de setembre de 1886 que organitzava com a líder civil Manuel Ruiz Zorrilla. Després de ser detingut, va ser jutjat i condemnat a mort, pena que va ser commutada per la de presó perpètua a Àfrica (primer a Fernando Poo i des de 1887 a Melilla, on va ser cuidat fins a la seva mort per la seva filla Emilia, que procurava defensar-lo de les humiliacions que se li imposaven). Fou enterrat al cementiri de San Carlos de Melilla.